# Etapa de São Paulo de 2010 (Fórmula Truck)
A Etapa de São Paulo foi a quinta corrida da temporada 2010 da Fórmula Truck. O vencedor foi o paulista Roberval Andrade.

## Treino oficial
| Pos | Nº  | Piloto            | Equipe     | Tempo     |
| --- | --- | ----------------- | ---------- | --------- |
| 1   | 100 | Roberval Andrade  | Scania     | 2:00.141  |
| 2   | 73  | Leandro Totti     | Mercedes   | 2:01.087  |
| 3   | 51  | Leandro Reis      | Scania     | 2:01.369  |
| 4   | 6   | Wellington Cirino | Mercedes   | 2:01.733  |
| 5   | 23  | Adalberto Jardim  | Volvo      | 2:01.907  |
| 6   | 9   | Renato Martins    | Volkswagen | 2:02.536  |
| 7   | 4   | Felipe Giaffone   | Volkswagen | Sem tempo |
| 8   | 56  | Danilo Dirani     | Ford       | Sem tempo |
| 9   | 88  | Beto Monteiro     | Iveco      | 2:03.106  |
| 10  | 20  | Pedro Muffato     | Scania     | 2:03.407  |
| 11  | 55  | Paulo Salustiano  | Volvo      | 2:03.424  |
| 12  | 2   | Valmir Benavides  | Volkswagen | 2:03.808  |
| 13  | 3   | Geraldo Piquet    | Mercedes   | 2:03.826  |
| 14  | 11  | Diumar Bueno      | Volvo      | 2:03.975  |
| 15  | 33  | Cristiano da Mata | Iveco      | 2:04.497  |
| 16  | 14  | João Maistro      | Volvo      | 2:04.499  |
| 17  | 8   | Bruno Junqueira   | Ford       | 2:04.586  |
| 18  | 7   | Debora Rodrigues  | Volkswagen | 2:06.615  |
| 19  | 50  | Fred Marinelli    | Iveco      | 2:12.215  |
| 20  | 21  | José Cangueiro    | Mercedes   | Sem tempo |
| 21  | 10  | Vignaldo Fizio    | Ford       | Sem tempo |
| 22  | 28  | Fabiano Brito     | Ford       | Sem tempo |
| 23  | 12  | José Maria Reis   | Scania     | Sem tempo |
| 24  | 77  | André Marques     | Scania     | Sem tempo |
| 25  | 46  | Anderson Toso     | Ford       | Sem tempo |

## Corrida
| Pos | Nº  | Piloto            | Equipe     | Voltas | Tempo/Aband. | Grid | Pontos¹ |
| --- | --- | ----------------- | ---------- | ------ | ------------ | ---- | ------- |
| 1   | 100 | Roberval Andrade  | Scania     | 19     | 1:00:27.298  | 1    | 5 + 25  |
| 2   | 73  | Leandro Totti     | Mercedes   | 19     | +2.706       | 2    | 4 + 20  |
| 3   | 55  | Paulo Salustiano  | Volvo      | 19     | +17.793      | 11   | 17      |
| 4   | 4   | Felipe Giaffone   | Volkswagen | 19     | +17.812      | 7    | 14      |
| 5   | 6   | Wellington Cirino | Mercedes   | 19     | +19.145      | 4    | 1 + 12  |
| 6   | 9   | Renato Martins    | Volkswagen | 19     | +19.405      | 6    | 10      |
| 7   | 88  | Beto Monteiro     | Iveco      | 19     | +19.716      | 9    | 8       |
| 8   | 20  | Pedro Muffato     | Scania     | 19     | +23.716      | 10   | 7       |
| 9   | 3   | Geraldo Piquet    | Mercedes   | 19     | +44.003      | 13   | 6       |
| 10  | 50  | Fred Marinelli    | Iveco      | 19     | +44.683      | 19   | 5       |
| 11  | 77  | André Marques     | Scania     | 19     | +44.838      | 24   | 4       |
| 12  | 10  | Vignaldo Fizio    | Ford       | 19     | +56.445      | 21   | 3       |
| 13  | 33  | Cristiano da Mata | Iveco      | 19     | +58.129      | 15   | 2       |
| 14  | 7   | Debora Rodrigues  | Volkswagen | 19     | +58.537      | 18   | 1       |
| 15  | 28  | Fabiano Brito     | Ford       | 19     | +1:09.504    | 22   |         |
| 16  | 14  | João Maistro      | Volvo      | 18     | + 1volta     | 16   |         |
| 17  | 21  | José Cangueiro    | Mercedes   | 18     | + 1volta     | 9    |         |
| 18  | 51  | Leandro Reis      | Scania     | 16     | motor        | 3    | 3+ 0    |
| 19  | 56  | Danilo Dirani     | Ford       | 16     | motor        | 8    |         |
| Ret | 23  | Adalberto Jardim  | Volvo      | 12     | motor        | 5    | 2+ 0    |
| Ret | 46  | Anderson Toso     | Ford       | 11     | motor        | 25   |         |
| Ret | 2   | Valmir Benavides  | Volkswagen | 8      | motor        | 12   |         |
| Ret | 11  | Diumar Bueno      | Volvo      | 5      | acidente     | 14   |         |
| Ret | 8   | Bruno Junqueira   | Ford       | 5      | acidente     | 17   |         |
| Ret | 12  | José Maria Reis   | Scania     | 4      | acidente     | 23   |         |

- Nota 1:  De acordo com o regulamento da temporada, são distribuidos pontos para os cinco primeiros que cruzarem a linha de chegada na 12º volta e para os 14 que cruzarem na última volta.